# 화학 삼투

이온의 농도 기울기는 위치 에너지를 가지며 이온이 이온 통로(빨간색)를 통과할 때 화학 반응에 에너지를 공급하는 데 사용될 수 있다.

화학삼투(化學滲透, 영어: chemiosmosis)는 이온이 반투과성 막을 전기화학적 기울기에 따라 통과하는 것이다. 중요한 예로는 세포 호흡이나 광합성 중에 수소 이온(H+)이 막을 가로질러 이동하여 아데노신 삼인산(ATP)이 형성되는 것이 있다.
수소 이온 또는 양성자는 양성자 농도가 높은 곳에서 양성자 농도가 낮은 곳으로 확산되며 막을 가로지르는 양성자의 전기화학적 농도 기울기를 활용하여 ATP를 생성할 수 있다. 이 과정은 선택적 투과성 막을 통과하는 물의 이동인 삼투와 관련되어 있으며, 이것이 "화학삼투"라고 불리는 이유이다.
ATP 생성효소는 화학삼투에 의해 ATP를 만드는 효소이다. 이는 양성자가 막을 통과하도록 허용하고 자유 에너지의 차이를 사용하여 아데노신 이인산(ADP)를 아데노신 삼인산(ATP)로 인산화시킨다. 엽록소의 ATP 생성효소는 CFo(틸라코이드 막에 존재)와 CF1(틸라코이드 막의 외부 표면에 돌출됨)의 두 부분으로 구성된다. 양성자 농도 기울기의 에너지는 CF1의 입체구조적 변화를 일으키며, 이는 ADP를 ATP로 변환하는 과정에서 충분한 에너지를 제공한다. 화학삼투에 의한 ATP의 생성은 미토콘드리아와 엽록체는 물론 대부분의 세균과 고세균에서도 일어난다. 예를 들어, 광합성 동안 엽록체의 전자전달계는 스트로마의 수소 이온(H+, 양성자)를 틸라코이드 막을 가로질러 틸라코이드 내강으로 능동 수송을 한다. 저장된 에너지는 양성자가 ATP 생성효소를 통해 이동하면서 ADP를 광인산화하여 ATP를 만드는 데 사용된다.

## 화학삼투 가설
피터 미첼은 1961년에 화학삼투 가설을 제안했다. 간단히 말해서, 세포 호흡에서 대부분의 아데노신 삼인산(ATP)의 합성은 포도당과 같이 에너지가 풍부한 분자가 산화적으로 분해되는 동안 형성된 NADH 및 FADH2의 에너지를 사용하여 미토콘드리아 내막을 가로지르는 전기화학적 기울기에서 비롯된다는 가설이었다.

산화적 인산화는 전자전달계와 화학삼투라는 두 과정을 포함하며 미토콘드리아에서 일어난다.

포도당과 같은 분자는 대사되어 상당히 에너지가 풍부한 대사 중간생성물인 아세틸-CoA를 생성한다. 미토콘드리아 기질에서 아세틸-CoA의 산화는 니코틴아마이드 아데닌 다이뉴클레오타이드(NAD) 및 플라빈 아데닌 다이뉴클레오타이드(FAD)와 같은 전자 운반체 분자의 환원과 짝지어진다. 전자 운반체는 미토콘드리아 내막에 있는 전자전달계로 전자를 전달하고, 이는 다시 전자전달계의 다른 전자전달 단백질로 전자를 전달한다. 모든 산화환원 반응의 에너지는 미토콘드리아 기질로부터 막 사이 공간으로 양성자를 능동수송하는 데 사용되어 막횡단 전기화학적 기울기의 형태로 에너지를 저장한다. 양성자는 ATP 생성효소를 통해 미토콘드리아 내막을 가로질러 다시 확산된다. ATP 생성효소를 통해 양성자가 미토콘드리아 기질로 다시 확산되면 ADP가 무기 인산(Pi)과 결합하여 ATP를 생성하는 데 충분한 에너지가 제공된다.
이는 당시로서는 파격적인 제안이었고, 받아들여지지 않았다. 지배적인 견해는 전자전달의 에너지가 화학적으로 보다 보수적인 개념인 안정적인 고에너지 중간생성물로 저장된다는 것이었다. 이전 패러다임의 문제는 고에너지 중간생성물이 발견되지 않았으며 전자전달계의 복합체에 의한 양성자 펌핑에 대한 증거가 무시할 수 없을 정도로 커졌다는 것이었다. 결국 쌓여가는 증거들은 화학삼투 가설을 지지하기 시작했고, 피터 미첼은 1978년에 노벨 화학상을 수상했다.
화학삼투적 짝지음은 미토콘드리아, 엽록체 및 많은 세균과 고세균의 ATP 생성에 중요하다.

## 양성자 구동력

미토콘드리아 내막에서의 에너지 전환. 전자전달계의 산화환원 반응의 화학 에너지에 의한 막을 경계로 한 전기화학적 기울기와 ATP 생성효소에 의해 촉매되는 화학삼투적 인산화의 짝지음.

막을 가로지르는 이온의 이동은 다음의 두 가지 요인의 조합에 따라 달라진다.
1. 농도 기울기로 인한 확산력 – 모든 입자는 높은 농도에서 낮은 농도로 확산되는 경향이 있다.
2. 전위 기울기로 인한 정전기력 – 양성자(H+)와 같은 양이온은 막의 양극(P) 쪽에서 음극(N) 쪽으로 전위를 따라 확산되는 경향이 있다. 음이온은 반대 방향으로 자발적으로 확산된다.

이 두 가지 기울기를 합쳐서 전기화학적 기울기로 표현할 수 있다.
그러나 생체막의 지질 이중층은 이온에 대한 장벽이다. 이것이 바로 에너지가 막을 가로지르는 두 가지 기울기의 조합으로 저장될 수 있는 이유이다. 이온 통로와 같은 특별한 막 단백질만이 이온이 막을 가로질러 이동할 수 있도록 허용할 수 있다(막 수송 참조). 화학삼투 가설에서 막횡단 ATP 생성효소는 이를 통한 양성자의 자발적 흐름의 에너지를 ATP 결합의 화학 에너지로 변환하는 데 핵심이다.
따라서 과학자들은 앞서 언급한 전기화학적 기울기에서 파생된 양성자 구동력(陽性子驅動力, 영어: proton-motive force, PMF)이라는 용어를 만들었다. 이는 막을 가로지르는 양성자의 농도와 전위의 조합으로 저장된 화학적 위치 에너지(화학삼투적 전위)를 측정하나 것으로 설명할 수 있다. 전기적 기울기는 막을 경계로 한 전하 분리의 결과이다(양성자(H+)가 염화 이온(Cl−)과 같은 반대 이온이 없이 이동할 때).
대부분의 경우 양성자 구동력은 산화환원 반응의 깁스 자유 에너지를 사용하여 양성자(수소 이온)를 막을 통해 능동 수송을 하여 전하를 분리하는 양성자 펌프로 역할을 하는 전자전달계에 의해 생성된다. 미토콘드리아에서 전자전달계에 의해 방출된 에너지는 미토콘드리아 기질(N쪽)에서 막 사이 공간(P쪽)으로 양성자를 이동시키는 데 사용된다. 양성자를 미토콘드리아 기질 밖으로 이동시키면 미토콘드리아 기질에 양전하를 띤 양성자의 농도가 낮아져 막 내부에 과도한 음전하가 생성된다. 전기적 기울기는 약 -170 mV (N쪽)이다. 이러한 기울기(전하 차이와 양성자 농도 차이)는 모두 막 전체에 걸쳐 결합된 전기 화학적 기울기를 생성하며, 이는 종종 양성자 구동력으로 표현된다. 미토콘드리아에서 양성자 구동력은 거의 전적으로 전기적인 성분으로 구성되어 있지만 엽록체에서는 양성자 구동력이 대부분 pH 기울기로 구성되어 있는데, 그 이유는 양성자(H+)의 전하가 Cl− 및 다른 음이온의 이동에 의해 중화되기 때문이다. 두 경우 모두 ATP 생성효소가 ATP를 생성하려면 양성자 구동력이 약 460 mV (45 kJ/mol)보다 커야 한다.

### 방정식
양성자 구동력은 깁스 자유 에너지로부터 파생된다. N은 세포의 내부를 나타내고, P는 세포의 외부를 나타낸다. 그러면
{\displaystyle \Delta \!G=zF\Delta \!\psi +RT\ln {\frac {[\mathrm {X} ^{z+}]_{\text{N}}}{[\mathrm {X} ^{z+}]_{\text{P}}}}}
여기서
- {\displaystyle \Delta \!G}는 P에서 N으로 이동한 양이온의 단위당 깁스 자유 에너지의 변화량이고,
- {\displaystyle z}는 양이온 {\displaystyle \mathrm {X} ^{z+}}의 전하수이고,
- {\displaystyle \Delta \psi }는 P에 대한 N의 전위이고,
- {\displaystyle [\mathrm {X} ^{z+}]_{\text{P}}} 및 {\displaystyle [\mathrm {X} ^{z+}]_{\text{N}}}은 각각 P와 N에서의 양이온의 농도이고,
- {\displaystyle F}는 패러데이 상수이고,
- {\displaystyle R}은 기체 상수이고,
- {\displaystyle T}는 온도이다.

몰 깁스 자유 에너지 변화 {\displaystyle \Delta \!G}는 종종 몰 전기화학적 이온 전위인 {\displaystyle \Delta \!\mu _{\mathrm {X} ^{z+}}=\Delta \!G}로 해석된다.
전기화학적 양성자 기울기 {\displaystyle z=1}의 경우 결과는 다음과 같다.
{\displaystyle \Delta \!\mu _{\mathrm {H} ^{+}}=F\Delta \!\psi +RT\ln {\frac {[\mathrm {H} ^{+}]_{\text{N}}}{[\mathrm {H} ^{+}]_{\text{P}}}}=F\Delta \!\psi -(\ln 10)RT\Delta \mathrm {pH} }
여기서
{\displaystyle \Delta \!\mathrm {pH} =\mathrm {pH} _{\mathrm {N} }-\mathrm {pH} _{\mathrm {P} }}.

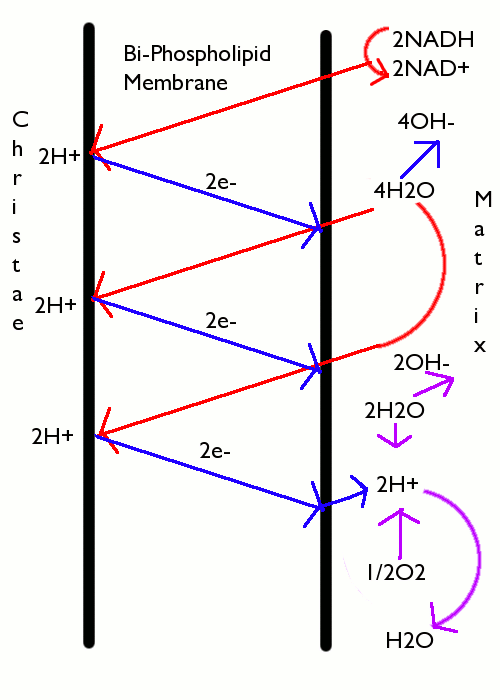
화학삼투적 인산화의 모식도

미첼은 양성자 구동력을 다음과 같이 정의했다.
{\displaystyle \Delta \!p=-{\frac {\Delta \!\mu _{\mathrm {H^{+}} }}{F}}}.
예를 들어, {\displaystyle \Delta \!\mu _{\mathrm {H} ^{+}}=1\,\mathrm {kJ} \,\mathrm {mol} ^{-1}}은 {\displaystyle \Delta \!p=10.4\,\mathrm {mV} }를 의미한다. {\displaystyle 298\,\mathrm {K} }에서 이 식은 다음과 같은 형식을 취한다.
{\displaystyle \Delta \!p=-\Delta \!\psi +\left(59.1\,\mathrm {mV} \right)\Delta \!\mathrm {pH} }.
P쪽(상대적으로 더 양성이고 산성임)에서 N쪽(상대적으로 더 음성이고 알칼리성임)으로 자발적인 양성자 유입의 경우 {\displaystyle \Delta \!\mu _{\mathrm {H} ^{+}}}는 음수({\displaystyle \Delta \!G}와 유사)인 반면 양성자 구동력은 양수(산화환원 전지 전위 {\displaystyle \Delta E}와 유사)이다.
모든 막횡단 수송 과정과 마찬가지로 양성자 구동력도 방향성이 있다는 점은 주목할만한 가치가 있다. 막횡단 전위차 {\displaystyle \Delta \!\psi }의 부호는 위와 같이 세포로 유입되는 단위 전하당 위치 에너지의 변화를 나타내기 위해 선택된다. 더욱이 결합 부위에 의한 산화환원 구동 양성자 펌핑으로 인해 양성자 기울기는 항상 내부 알칼리성이다. 이러한 두 가지 이유 때문에 양성자는 P쪽에서 N쪽으로 자발적으로 흐른다. 사용 가능한 자유 에너지는 ATP를 합성하는 데 사용된다(아래 참조). 이러한 이유로 양성자 구동력은 자발적인 양성자 유입으로 정의된다. 양성자 유출을 위한 양성자 구동력, 즉 결합 부위에 의해 촉매되는 양성자 펌핑은 단순히 양성자 구동력의 음수(유출)이다.
양성자 유입의 자발성(P쪽에서 N쪽으로)은 모든 생체에너지막에서 보편적이다. 1990년대 이전에는 엽록체의 틸라코이드 내강이 내부 상으로 해성되었기 때문에 이 사실이 인식되지 않았지만 실제로는 위상학적으로 엽록체 외부와 동일하다. 아존(Azzone) 등은 내부 상(막의 N쪽)이 세균의 세포질, 미토콘드리아 기질 또는 엽록체의 스트로마라고 강조했다. 외부 쪽(P쪽)은 세균의 주변세포질 공간, 미토콘드리아 막 사이 공간 또는 엽록체의 틸라코이드 내강이다. 더욱이 미토콘드리아 내막의 3D 단층 촬영은 틸라코이드 디스크가 쌓인 것과 유사한 광범위한 함입 구조를 보여준다. 따라서 미토콘드리아의 막 사이 공간은 위상학적으로 엽록체의 틸라코이드 내강과 매우 유사하다.
여기서 깁스 자유 에너지, 전기화학적 양성자 기울기 또는 양성자 구동력으로 표현되는 에너지는 다음과 같이 막을 가로지르는 두 가지 기울기의 조합이다.
- 농도 기울기({\displaystyle \Delta \!\mathrm {pH} }) 및
- 전위 기울기({\displaystyle \Delta \!\psi })

게가 평형에 도달하면 {\displaystyle \Delta \!\rho =0}이다. 그럼에도 불구하고 막 양쪽의 농도가 동일할 필요는 없다. 전위막을 가로지르는 자발적인 움직임은 농도 기울기 및 전위 기울기에 의해 결정된다.
ATP 합성의 몰 깁스 자유 에너지 {\displaystyle \Delta \!G_{\mathrm {p} }}는
{\displaystyle \mathrm {ADP} ^{4-}+\mathrm {H} ^{+}+\mathrm {HOPO} _{3}^{2-}\rightarrow \mathrm {ATP} ^{4-}+\mathrm {H_{2}O} }
인산화 전위라고도 한다. 평형 농도 비율 {\displaystyle [\mathrm {H} ^{+}]/[\mathrm {ATP} ]}은 예를 들어 포유류 미토콘드리아의 경우 {\displaystyle \Delta \!p}와 {\displaystyle \Delta \!G_{\mathrm {p} }}를 비교하여 다음과 같이 계산할 수 있다.
H+ / ATP = ΔGp / (Δp / 10.4 kJ·mol−1/mV) = 40.2 kJ·mol−1 / (173.5 mV / 10.4 kJ·mol−1/mV) = 40.2 / 16.7 = 2.4.
양성자 결합 c-소단위체와 ATP 합성 β-소단위체 복사본 수의 실제 비율은 8/3 = 2.67이며, 이는 이러한 조건에서 미토콘드리아가 90% (2.4/2.67)의 효율로 기능한다는 것을 보여준다.
실제로 진핵세포에서는 열역학적 효율이 대부분 낮다. 왜냐하면 ATP는 미토콘드리아 기질로부터 세포질로 내보내져야 하고 ADP와 인산은 세포질로부터 미토콘드리아 기질로 가져와야 하기 때문이다. 이는 ATP당 하나의 "추가" 양성자 가져오기를 "비용"으로 지불해야 하므로 실제 효율성은 65% (2.4/3.67)에 불과하다.

## 미토콘드리아에서

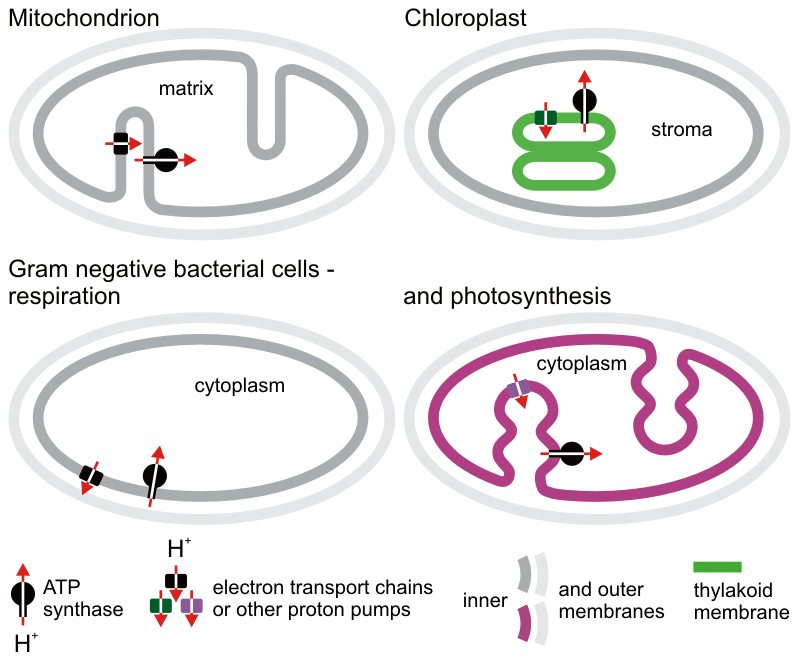
미토콘드리아, 엽록체 및 그람음성세균(세포 호흡 및 광합성)에서의 화학삼투에 의한 양성자의 이동 방향. 세균의 세포벽은 생략되어 있으며, 그람양성세균의 세포에는 외막이 없다.

에너지를 방출하는 포도당의 완전한 분해를 세포 호흡이라고 한다. 세포 호흡의 마지막 단계는 미토콘드리아에서 일어난다. 환원된 보조 인자인 NADH와 FADH2는 해당과정, 피루브산의 산화, 시트르산 회로에 의해 생성된다. NADH와 FADH2는 전자를 전자전달계로 전달하고 전자가 O2로 전달되는 과정에서 에너지를 방출하여 미토콘드리아 내막을 경계로 양성자 농도 기울기를 생성한다. 그런 다음 ATP 생성효소는 양성자 농도 기울기에 저장된 에너지를 사용하여 ATP를 생성한다. 이 과정은 NADH와 FADH2의 산화에 의해 방출된 에너지를 사용하여 ADP를 ATP로 인산화시키기 때문에 산화적 인산화로 불린다.

## 식물에서
광합성의 명반응은 화학삼투적 인산화에 의해 ATP를 생성한다. 햇빛의 광자는 전자를 더 높은 에너지 준위으로 여기시키는 광계 II의 안테나 복합체에 의해 수집된다. 이러한 전자는 전자전달계를 따라 전달되어 양성자가 틸라코이드 막을 통해 틸라코이드 내강으로 활발하게 능동수송되도록 한다. 그런 다음 이 양성자는 ATP 생성효소를 통해 전기화학적 기울기에 따라 확산되어 ADP를 ATP로 인산화시키는 에너지를 제공한다. 초기 명반응의 전자는 광계 I에 도달한 다음 빛 에너지에 의해 더 높은 에너지 상태로 올라간 다음 최종 전자 수용체인 NADP+에 의해 수용되어 NADPH로 환원된다. 광계 II에서 손실된 전자는 산소 발생 복합체(OEC 또는 물 산화 복합체(WOC)라고도 함)에 의해 물(H2O)을 양성자(H+)와 산소(O2)와 전자(e–)로 분해할 때 생성된 전자로 대체된다. 이원자 산소 분자(O2) 1개를 생성하려면 광계 I과 광계 II에 10개의 광자가 흡수되어야 하고, 4개의 전자가 두 광계를 통해 이동해야 하며, 2개의 NADPH(나중에 캘빈 회로에서 이산화 탄소의 고정에 사용됨)가 생성된다.

## 원핵생물에서

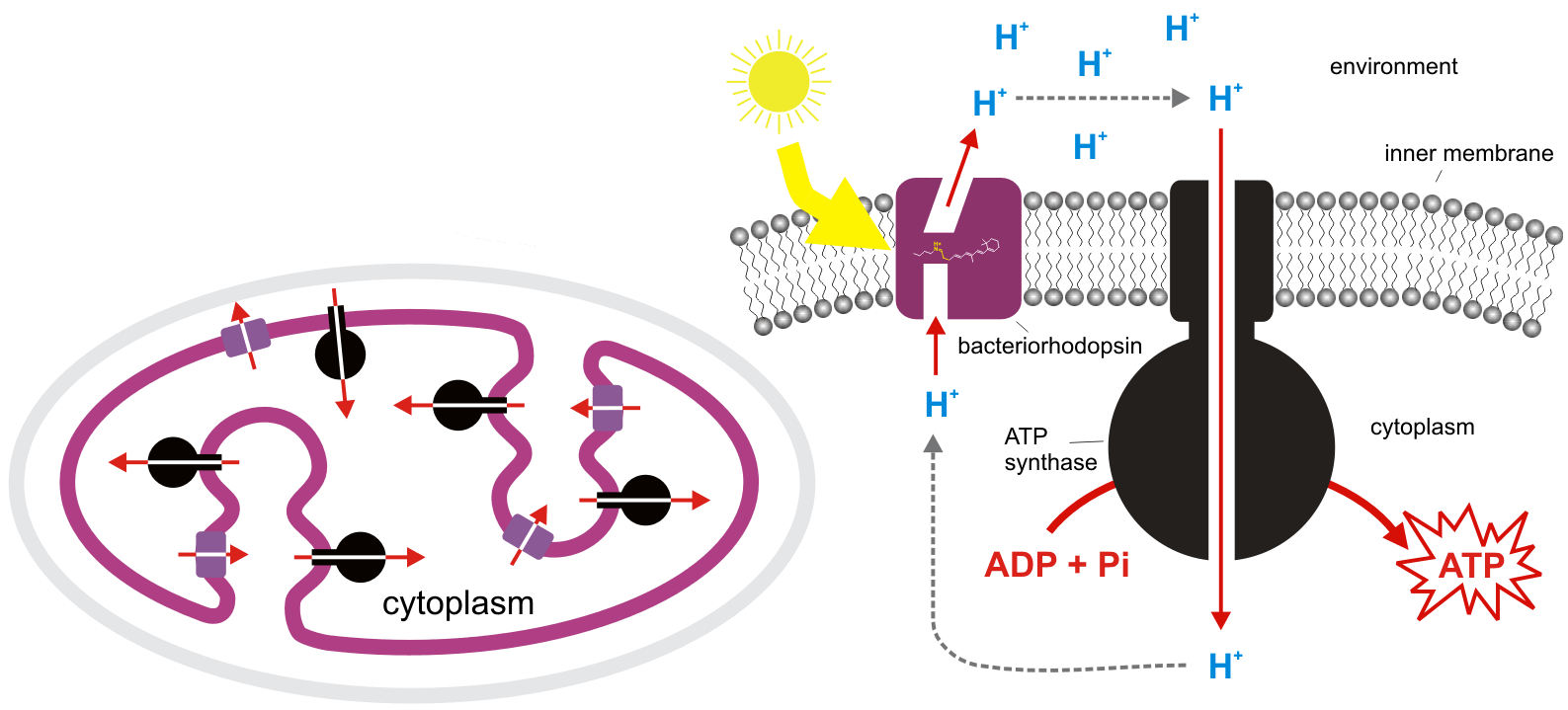
호염성 고세균인 할로박테리움 살리나룸(Halobacterium salinarum)에서 광합성 중 빛에너지, 세균로돕신 및 인산화(화학 에너지) 사이의 화학삼투적 짝지음. 고세균의 세포벽은 생략되었다.

세균과 고세균도 화학삼투를 이용해 ATP를 생성할 수 있다. 남세균, 녹색황세균, 홍색세균은 광인산화라는 과정을 통해 ATP를 합성한다. 이들 세균은 광합성 전자전달계를 통해 빛에너지를 사용하여 양성자 농도 기울기를 생성한다. 대장균과 같은 비광합성 세균도 ATP 생성효소를 가지고 있다. 실제로 미토콘드리아와 엽록체는 세포내 공생의 산물이며, 이는 통합된 원핵생물까지 거슬러 올라간다. 이 과정은 세포내 공생설에 설명되어 있다. 미토콘드리아의 기원은 진핵생물 슈퍼그룹 중 하나인 원시색소체생물의 기원을 촉발시켰다.
화학삼투적 인산화는 무기 인산과 ADP로부터 ATP를 생성하는 경로이다. 화학삼투적 인산화에는 산화적 인산화와 광인산화가 있다. 이는 기질수준 인산화와 구분된다.

## 화학삼투의 출현

심해 열수 분출구 근처의 외부 양성자 기울기에 의해 구동되는 초기 세포. 막(또는 그 내부의 이온 통로)이 양성자를 투과시킬 수 있는 한 메커니즘은 이온 펌프 없이도 작동할 수 있다.

### 열 순환 모델
지구상 생명의 기원의 핵심 요소인 화학삼투의 출현에 대한 단계적 모델은 다음과 같이 원시 생물이 본질적으로 열 엔진으로 기능하면서 열 순환을 에너지원(열합성)으로 사용했다고 제안한다.
열 순환을 일으키는 자연수의 자기 조직적 대류 →
ATP 생성효소의 F1 부분의 β-소단위체의 추가
(대류 세포에 부유하는 동안 소단위체의 열 순환에 의해 ATP 생성: 열합성) →
막 및 ATP 생성효소의 Fo 부분의 추가
(열 순환 중 막의 전기 분극 변화로 ATP 생성: 열합성) →
막에 준안정, 광 유도 전기 쌍극자의 추가
(원시 광합성) →
퀴논 및 막에 걸친 광유도 전기 쌍극자의 추가
(오늘날 화학삼투를 이용한 세균의 광합성).

### 외부 양성자 기울기 모델
뜨거운 산성이나 알칼리성 물을 방출하는 심해 열수 분출구는 외부 양성자 기울기를 생성했을 것이다. 이는 원시 생명체가 이용할 수 있는 에너지를 제공했다. 흐름을 분리하기 위해 그러한 생명체는 열수 분출구의 암석에 끼어 한 쪽은 열수의 흐름에 노출되고 다른 쪽은 더 알칼리성인 물에 노출되었을 수 있다. 생명체의 막(또는 그 내부의 이온 통로)이 양성자를 투과할 수 있는 한, 메커니즘은 이온 펌프 없이도 기능할 수 있다. 그러한 원시 생명체는 이온 펌프 및 ATP 생성효소와 같은 추가 메커니즘을 진화시켰을 수 있다.

### 운석 퀴논
막 구조를 통해 발생하는 화학삼투적 에너지에 대한 제안된 대체 공급원은 전자 수용체인 페리사이안화물이 소포 내에 있고, 전자 공여체가 외부에 있는 경우 탄소질 운석에 의해 운반된 퀴논이 공여체로부터 전자와 양성자를 픽업하는 것이다. 이들은 소포 내의 페리사이안화물에 대한 확산에 의해 지질막을 통해 전자를 방출하고, pH 2 이상의 기울기를 생성하는 양성자를 방출하며, 이 과정은 양성자 기울기의 형성에 도움을 준다.

## 같이 보기
- 세포 호흡
- 시트르산 회로
- 전기화학적 기울기
- 해당과정
- 산화적 인산화

## 더 읽을거리
- Biochemistry textbook reference, from the NCBI bookshelf – Jeremy M. Berg; John L. Tymoczko; Lubert Stryer (편집.). 〈18.4. A Proton Gradient Powers the Synthesis of ATP〉. 《Biochemistry》 5판. W. H. Freeman.
- A set of experiments aiming to test some tenets of the chemiosmotic theory – Ogawa S, Lee TM (August 1984). “The relation between the internal phosphorylation potential and the proton motive force in mitochondria during ATP synthesis and hydrolysis”. 《The Journal of Biological Chemistry》 259 (16): 10004–10011. doi:10.1016/S0021-9258(18)90918-X. PMID 6469951.